# 西里伯美喙藓
西里伯美喙藓（学名：Eurhynchium celebicum）为青藓科美喙藓属下的一个种。